# Robert Becker
Robert « bob » Becker, né le 21 juin 1947 à Allentown en Pennsylvanie aux États-Unis, est un musicien percussionniste et professeur de musique américain, membre de l'ensemble Steve Reich and Musicians et actuel membre de l'ensemble Nexus.

## Biographie
Robert Becker fait ses études à l'Eastman School of Music avant de faire sa thèse de musique à l'université Wesleyenne sur les musiques du monde et les percussions indonésiennes, indiennes, et africaines qu'il étudie. C'est à cette époque qu'il rencontre Russell Hartenberger avec lequel il va fonder l'Ensemble Nexus en 1971, avec trois autres percussionnistes. En 1973, il est devient membre régulier de l'ensemble de Steve Reich, Steve Reich and Musicians, notamment lors de la création de Music for 18 Musicians. Il se produit alors fréquemment comme soliste des ensembles nord-américains les plus prestigieux comme le New York Philharmonic, le Boston Symphony Orchestra, le Chicago Symphony Orchestra, le Philadelphia Orchestra, le Cleveland Orchestra, le San Francisco Symphony, et le Los Angeles Philharmonic.